# Heliotropium denticulatum
Heliotropium denticulatum är en strävbladig växtart som beskrevs av Pierre Edmond Boissier och Hausskn. Heliotropium denticulatum ingår i Heliotropsläktet som ingår i familjen strävbladiga växter. Inga underarter finns listade i Catalogue of Life.